# Matej Lahovnik
Matej Lahovnik, slovenski politik, pedagog, publicist in ekonomist, * 23. december 1971, Slovenj Gradec
Lahovnik je slovenski ekonomist in nekdanji politik. Rodil se je v Slovenj Gradcu in odraščal v Velenju, kjer je obiskoval tudi osnovno in srednjo šolo. Kasneje se je vpisal na Ekonomsko fakulteto Univerze v Ljubljani, kjer je diplomiral, magistriral in doktoriral. Na fakulteti je trenutno redni profesor za področje menedžmenta. 
Leta 2004 se je podal v politiko kot poslanec Liberalne demokracije Slovenije. V času vlade Antona Ropa je za nekaj mesecev prevzel položaj ministra za gospodarstvo. Leta 2007 je iz stranke LDS izstopil in soustanovil Zares. V Pahorjevi vladi je bil ponovno imenovan na mesto ministra za gospodarstvo, kjer je ostal do odstopa leta 2010, ki mu je botroval tudi odstop iz stranke Zares. V njegovem mandatu je bil sprejet tako imenovani "Lahovnikov zakon". 

## Mladost in izobraževanje
Rodil se je v Slovenj Gradcu. Obiskoval je Osnovno šolo Antona Aškerca Velenje ter se nato vpisal na Srednjo naravoslovno-matematično šolo na Šolskem centru Velenje. Nadalje je obiskoval Ekonomsko fakulteto Univerze v Ljubljani, kjer je diplomiral in magistriral, leta 2000 pa prejel naziv doktorja znanosti. Kot mladi raziskovalec je deloval tudi na Wirtschaftsuniversität Wien v Avstriji in na ameriški Univerzi v Indiani - Poslovni šoli Kelley.
Leta 1995 je bil habilitiran v izrednega profesorja na ljubljanski Ekonomski fakulteti za menedžment, prestrukturiranje podjetij in prevzeme. Trenutno je redni profesor za področje menedžmenta in redni član Katedre za management in organizacijo.

## Politika
Matej Lahovnik je bil kot član Liberalne demokracije Slovenije leta 2004 izvoljen v Državni zbor Republike Slovenije; v tem mandatu je bil član naslednjih delovnih teles:
- Komisija po Zakonu o nezdružljivosti opravljanja javne funkcije s pridobitno dejavnostjo,
- Odbor za gospodarstvo in
- Odbor za finance in monetarno politiko (podpredsednik).

Leta 2006 je izstopil iz Liberalne demokracije Slovenije. Leta 2007 je bil soustanovitelj politične stranke Zares - nova politika. Po parlamentarnih volitvah leta 2008 je bil imenovan na mesto ministra za gospodarstvo. V njegovem mandatu je bil sprejet Zakon o prejemkih poslovodnih oseb v gospodarskih družbah v večinski lasti Republike Slovenije in samoupravnih lokalnih skupnosti, pogosto imenovan tudi "Lahovnikov zakon". 5. julija 2010 je izstopil iz Zaresa in 8. julija 2010 je odstopil s položaja ministra zaradi nestrinjanja z delovanjem ministra Gregorja Golobiča glede lastniškega dela v podjetjih. V politiki se je nato manj pojavljal. 
21. marca 2020 postane vodja posvetovalne skupine strokovnjakov za blaženje gospodarskih posledic pandemije koronavirusne bolezni 2019 v Sloveniji , ki jo sestavljajo Mojmir Mrak, Marko Jaklič, Janez Šušteršič, Žiga Turk, Igor Masten, Sašo Polanc, Dušan Mramor, Jure Knez, Dušan Olaj, Tomaž Štih, Ivan Simič in Ema Pogačar.